# Jean Richard (homme politique)
Pour les articles homonymes, voir Richard et Jean Richard.
Jean Richard(Jean, Marie, Chrysoslome) est un avocat et homme politique français né le 14 juillet 1856 à Chalon-sur-Saône (Saône-et-Loire) et décédé le 13 juin 1929 à Chalon-sur-Saône.

## Biographie
Après des études  au lycée de Chalon puis à la Faculté de droit de Dijon il s'inscrit comme avocat. Il fonde en 1883 le journal La Dépêche de Saône-et-Loire. Maire de Chalon-sur-Saône de 1904 à 1919, conseiller général du canton de Chagny (1904-1929), il est président du conseil général de 1916 à sa mort. 
Il est sénateur de Saône-et-Loire de 1908 à 1929 (élu au second tour le 23 février 1908, réélu en 1909, en 1920 et en 1927). Il siège au sein de la commission de l'armée, où il est souvent désigné rapporteur.
En 1941, il est cité comme dignitaire de la franc-maçonnerie avec l'adresse de sa demeure à Chalon-sur-Saône, 4 place du Châtelet, en application de la loi sur les sociétés secrètes,.

### Hommage
Un des ponts sur la Saône, à Chalon-sur-Saône, porte son nom.

## Sources
- « Jean Richard (homme politique) », dans le Dictionnaire des parlementaires français (1889-1940), sous la direction de Jean Jolly, PUF, 1960 [détail de l’édition]

1. ↑  Journal officiel de la République française. Débats parlementaires. Sénat : compte rendu, Paris, 5 mars 1908 lire en ligne sur Gallica
2. ↑   Le Petit Parisien  : journal quotidien du soir : Liste des dignitaires de la Franc-maçonnerie, page 3 du 1er octobre 1941
3. ↑  Les lois de Vichy sur la franc-maçonnerie

## Annexe
- Liste des sénateurs de Saône-et-Loire
- Canton de Chagny
- Liste des maires de Chalon-sur-Saône
- Conseil départemental de Saône-et-Loire#Liste des présidents du conseil général de Saône-et-Loire